# Карратерс, Стюарт
Стюарт Кэмерон Карратерс (англ. Stuart Cameron Carruthers; род. 31 марта 1970, Мельбурн) — австралийский хоккеист на траве, полевой игрок. Бронзовый призёр летних Олимпийских игр 1996 года.

## Биография
Стюарт Карратерс родился 31 марта 1970 года в австралийском городе Мельбурн.
Играл в хоккей на траве за «Вестсайд Вулвз».
В 1995 году в составе сборной Австралии завоевал серебряную медаль Трофея чемпионов в Берлине.
В 1996 году вошёл в состав сборной Австралии на летних Олимпийских играх в Атланте и завоевал бронзовую медаль. Играл в поле, провёл 7 матчей, мячей не забивал.

## Семья
Жена — Лиза Пауэлл-Карратерс (род. 1970), австралийская хоккеистка на траве. Двукратная олимпийская чемпионка 1996 и 2000 годов, участница летних Олимпийских игр 1992 года.
Золовка — Трини Пауэлл (род. 1972), австралийская хоккеистка на траве и тренер. Двукратная олимпийская чемпионка 1996 и 2000 годов, участница летних Олимпийских игр 2004 года.